# Viitorul anterior în limba engleză
The Future Perfect sau The Future Perfect Tense  este un timp verbal al limbii engleze actuale. În limba română poartă numele de Viitorul anterior.
Acest timp verbal se traduce din limba engleză în limba română în viitor anterior, viitor, prezent.

Acest timp exprimă:
- o acțiune care va avea loc înainte de un anumit moment din viitor, adică într-un anumit moment al viitorului va fi terminată.

În limba engleză, acest timp verbal se formează după modelul:
| subiect    | + | shall, will | + | have | + | Verb la participiu trecut (V-ed/III) |
| Exemplu: I |   | shall       |   | have |   | gone."                               |

| To play                            |  | To think                            |
| I shall/will have played           |  | I shall/will have thought           |
| You shall/will have played         |  | You shall/will have thought         |
| He, she, it shall/will have played |  | He, she, it shall/will have thought |
| We shall/will have played          |  | We shall/will have thought          |
| You shall/will have played         |  | You shall/will have thought         |
| They shall/will have played        |  | They shall/will have thought        |

- Formă negativă: I shall/will not have played/thought (forma contrasă: I shan't/won't have played/thought)
- Formă interogativă: shall/will I have played/thought
- Formă interogativă-negativă: shall/will I not have played/thought (formă contrasă: shan't/won't I have played/thought)